# ČSD 386.001
Die Lokomotive ČSD 386.001 war eine Schlepptenderlokomotive der Tschechoslowakischen Staatsbahnen (ČSD) für den Schnellzugdienst. Sie erhielt 1937 als einzige tschechoslowakische Lokomotive eine Stromlinienschale nach dem Vorbild der deutschen Schnellfahrlokomotive Baureihe 05.

## Geschichte
Mitte der 1920er Jahre entwickelte die Firma Škoda in Plzeň unter der Leitung des Schweizer Konstrukteurs Oscar Dolch eine neue Lokomotivbaureihe für den Schnellzugdienst, welche die Reihenbezeichnung 386.0 erhalten sollte. Die 1926 ausgelieferten sechs Lokomotiven waren mit 16,5 t Achsfahrmasse allerdings schwerer als geplant ausgefallen. Wegen der erhöhten Achslast erhielten sie im Mai 1926 die neuen Nummern 387.001 bis 387.006. (siehe Hauptartikel: ČSD-Baureihe 387.0)
Škoda überarbeitete den Entwurf noch einmal und fertigte 1927 mit der Fabriknummer 386 eine Lokomotive mit ähnlichen Parametern, welche die geforderte Achsfahrmasse von 16 t einhielt. Sie erhielt die Nummer 386.001 in Zweitbesetzung. Weitere Lokomotiven dieser Bauart wurden jedoch nicht gefertigt, da sich die Lokomotiven des ursprünglichen Entwurfes bewährten und deshalb weiter beschafft wurden.
Die 386.001 wurde zunächst von Praha Masarykovo nádraží, dann ab 1931 von Přerov aus im Schnellzugdienst eingesetzt. 1937 erhielt die Lokomotive in der Werkstätte Mährisch Ostrau versuchsweise eine Stromlinienverkleidung. Ab 1939 war die Lokomotive in Bratislava beheimatet, von wo aus sie im hochwertigen Schnellzugverkehr verwendet wurde. Während der Zeit des Zweiten Weltkrieges verblieb sie in der nunmehr eigenständigen Slowakei und gehörte zum Bestand der Slovenské železnice (Slowakische Eisenbahn; SŽ).
Nach dem Zweiten Weltkrieg kam die Lokomotive kaum mehr planmäßig zum Einsatz. Am 20. August 1945 führte die außergewöhnliche Lokomotive den Sonderzug zum 100-jährigen Jubiläum der Strecke Olomouc–Praha.
Am 25. März 1948 wurde der Einzelgänger ausgemustert und wenig später verschrottet.